# قائمة شوكات البيتكوين
يتم تعريف شوكات البيتكوين بشكل متباين على أنه تغييرات في بروتوكول شبكة البيتكوين أو على أنها المواقف التي تحدث «عندما يكون لكتلتين أو أكثر نفس ارتفاع الكتلة». تؤثر الشوكة على صحة البروتوكولات، تُجرى الشوكات عادةً من أجل إضافة ميزات جديدة إلى سلسلة الكتل، لعكس آثار القرصنة أو الأخطاء الكارثية.

## شوكات برنامج العميل
فيما يلي تفرع من عميل البرنامج لشبكة البيتكوين:
| الاسم           | التفاصيل |
| --------------- | --- |
| شوكة بيتكوين XT | شوكة بدأها مايك هيرن، لقد حظيت باهتمام كبير داخل مجتمع البيتكوين في منتصف عام 2015 وسط نقاش مثير للجدل بين المطورين الأساسيين حول زيادة الحد الأقصى لحجم الكتلة.                                          |
| بيتكوين كلاسيك  | في الأشهر الثمانية الأولى من إصدارها، روجت لزيادة واحدة في الحد الأقصى لحجم الكتلة من 1 ميغا بايت إلى 2 ميغا بايت. تغير هذا في نوفمبر 2016 وانتقل المشروع من قواعد البرنامج إلى أيدي عمال المناجم والعقد. |

## الشوكات الصلبة
يتم إنشاء الشوكة الصلبة لتقسيم البيتكوين (المعروفة أيضًا باسم «العملات المقسمة») عن طريق تغييرات في قواعد سلسلة الكتل ومشاركة سجل المعاملات مع البيتكوين حتى وقت وتاريخ معينين، وكانت أول شوكة صلبة لتقسيم البيتكوين في 1 أغسطس 2017، التي أدت إلى إنشاء بيتكوين كاش.
قائمة بالأشواك الصلبة البارزة التي تقسم البيتكوين حسب التاريخ و / أو الكتلة:
| الاسم        | التفاصيل                                                                                                 | التفرعات    | التفاصيل |
| ------------ | --- | ----------- | --- |
| بيتكوين كاش  | تم التفرع عند كتلة 478558، في 1 أغسطس 2017، لكل بيتكوين (BTC)، يحصل المالك على 1 بيتكوين كاش (BCH)       | بيتكوين CV: | متشعب عند الكتلة 556766، في 15 نوفمبر 2018، لكل بيتكوين كاش (BCH)، يحصل المالك على 1 بيتكوين سي في (BSV).        |
| بيتكوين كاش  | تم التفرع عند كتلة 478558، في 1 أغسطس 2017، لكل بيتكوين (BTC)، يحصل المالك على 1 بيتكوين كاش (BCH)       | أي كاش:     | تم فتحه في الكتلة 661648، في 15 نوفمبر 2020، مقابل كل بيتكوين كاش (BCH)، يحصل المالك على 1,000,000 أي كاش (XEC). |
| بيتكوين جولد | تم التفرع عند الكتلة 491407، في 24 أكتوبر 2017، لكل بيتكوين (BTC)، يحصل المالك على 1 بيتكوين جولد (BTG). |             | |

## الشوكات المرنة
| الاسم             | التفاصيل | المزايا |
| ----------------- | --- | --- |
| سغويت             | هو الاسم المستخدم لتغيير الشوكة الناعمة المنفذة في تنسيق معاملة البيتكوين.                                                                 | كان القصد منه أيضا التخفيف من مشكلة الحد من حجم سلسلة الكتل التي تقلل من سرعة معاملات البيتكوين. |
| تابروت (جذر وتدي) | هو شوكة مرنة متفق عليها في تنسيق المعاملة، تضيف دعمًا لتوقيعات شنور، وتحسن وظائف العقود الذكية وشبكة البرق، تم تركيب الشوكة في نوفمبر 2021. | - لا يمكن تمييز المعاملات المعقدة، مثل تلك التي تتطلب توقيعات متعددة أو تلك ذات الإصدار المتأخر، عن المعاملات البسيطة من حيث البيانات الموجودة على السلسلة. - انخفاض تكاليف المعاملات: يتم تقليل حجم البيانات الخاصة بمعاملات البيتكوين المعقدة، مما يؤدي إلى انخفاض رسوم المعاملات. - دعم الشروط الأكثر تعقيدًا للمعاملة عبر توقيعات شنور. - مزايا شبكة البرق: المزيد من المرونة وتحسين الخصوصية وخفض التكاليف. |